# Annie Berckenhoff
Annie Berckenhoff, född 1886 på Kråkerøy (Fredrikstad), död 1961, var en norsk författare. Hon debuterade med romanen Mixies mor 1918, och skrev senare en rad romaner och barnböcker, bland andra Skipper Nic og hans søsken (1931) och Svalen (1933, senare flera gånger utgiven med titeln På jakt etter "Svalen"), den första norska barnboken som blev speciellt bearbetad för ordblinda och lässvaga (1956).